# 1989년 9월
| 1989년: 1월 · 2월 · 3월 · 4월 · 5월 · 6월 · 7월 · 8월 · 9월 · 10월 · 11월 · 12월 |

| <          | 1989년 9월 | 1989년 9월 | 1989년 9월 | 1989년 9월 | 1989년 9월 | >           |
| 일         | 월         | 화         | 수         | 목         | 금         | 토          |
|            |            |            |            |            | 1 8.2 갑자 | 2 3 을축    |
| 3 4 병인   | 4 5 정묘   | 5 6 무진   | 6 7 기사   | 7 8 경오   | 8 9 신미   | 9 10 임신   |
| 10 11 계유 | 11 12 갑술 | 12 13 을해 | 13 14 병자 | 14 15 정축 | 15 16 무인 | 16 17 기묘  |
| 17 18 경진 | 18 19 신사 | 19 20 임오 | 20 21 계미 | 21 22 갑신 | 22 23 을유 | 23 24 병술  |
| 24 25 정해 | 25 26 무자 | 26 27 기축 | 27 28 경인 | 28 29 신묘 | 29 30 임진 | 30 9.1 계사 |

| 편집하기 |

## 1989년9월 17일
- 대한민국 노태우 대통령, 서울평화상 제정 발표.

## 1989년9월 15일
- 대한민국 노동부, 최저임금제도 실시를 10인 이상 모든 산업체로 확대하는 시행령 개정안 확정.

## 1989년9월 11일
- 대한민국, 노태우 대통령, 국회 특별연설서 한민족공동체통일방안 제시.

## 1989년9월 8일
- 대한민국 국가안전기획부, 한국외국어대학교 학생 임수경 밀입북 사건 수사결과 발표.

## 1989년9월 2일
- 대한민국, 30회 기능 올림픽에서 종합우승으로 대회 8연패 달성.